# پیش از ساعت شش
«پیش از ساعت شش» تک‌آهنگی از هنرمند اهل کلمبیا، شکیرا است. این ترانه که یک ترانه عاشقانه از آلبوم خورشید در می‌آید می‌باشد. جایگاه یک در جدول موسیقی اسپانیا را بدست آورد و بیش از سی هزار نسخه از این ترانه به فروش رفت.